# Kvitneve, Dubno
Kvitneve (în ucraineană Квітневе) este un sat în comuna Ozereanî din raionul Dubno, regiunea Rivne, Ucraina.

## Demografie
Componența lingvistică a localității Kvitneve
     Ucraineană (99,31%)
     Alte limbi (0,51%)
Conform recensământului din 2001, majoritatea populației localității Kvitneve era vorbitoare de ucraineană (99,31%), existând în minoritate și vorbitori de alte limbi.